# Marie Moke-Pleyel

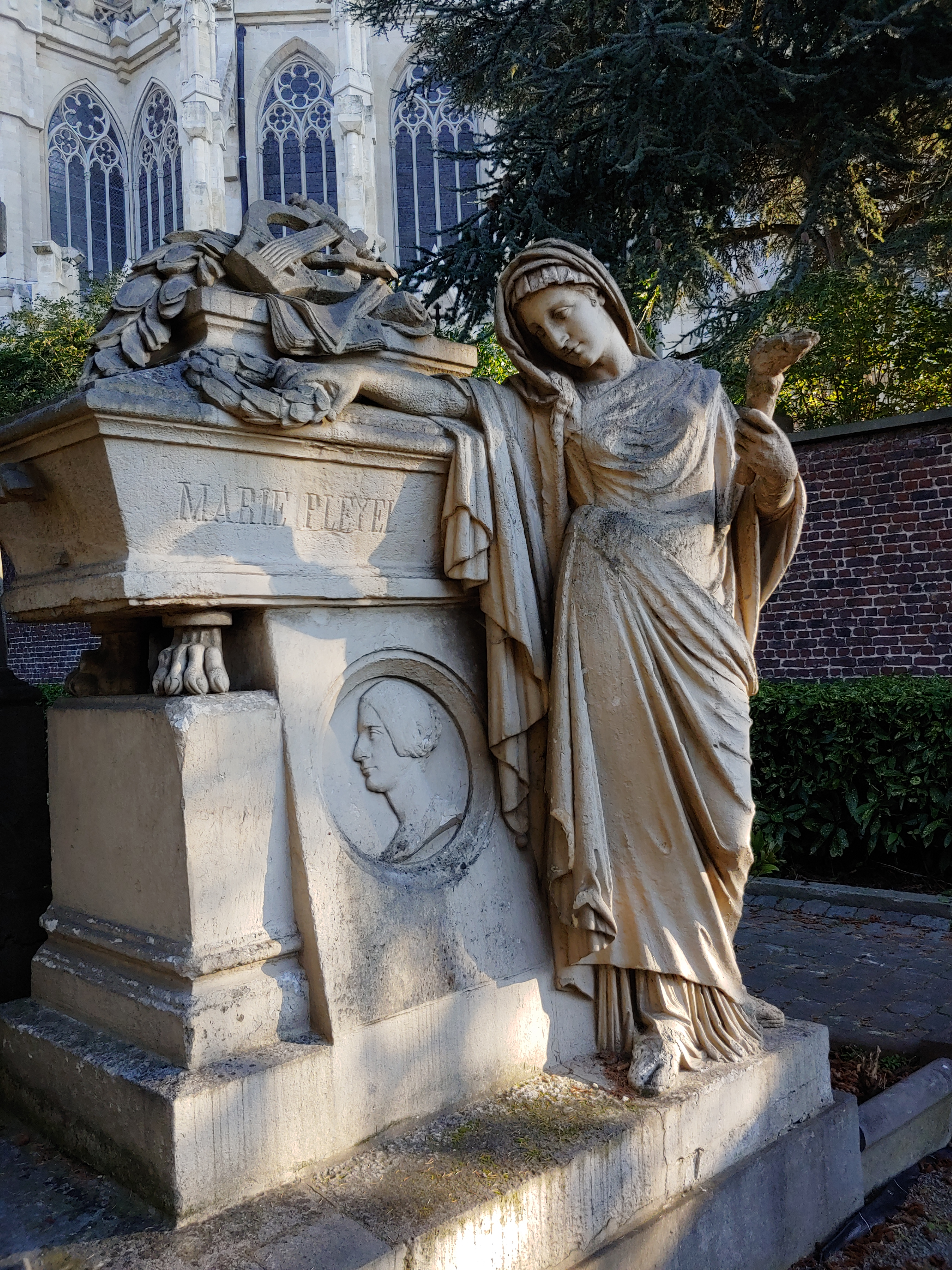
Graf op de begraafplaats van Laken

Marie Félicité Denise Moke, later gekend als Marie Pleyel (Parijs, 14 september 1811 - Sint-Joost-ten-Node, 30 maart 1875), was een Belgische concertpianiste.

## Leven
Ze was de dochter van een taalleraar uit Torhout en een Duitse moeder Maria-Magdalena Segnitz († 1845), maar zag het levenslicht in Parijs. Al op achtjarige leeftijd gaf ze haar eerste concert. Ze groeide uit tot een van de beste pianistes van haar tijd, geloofd door onder meer Frédéric Chopin en Franz Liszt (die tijdens een uitvoering in Wenen zelf haar bladen omdraaide). Pleyel had het talent om de klank van haar instrument aan te passen aan het stuk dat ze speelde.
Ze verloofde zich in 1830 met Hector Berlioz, maar brak de relatie af om op 5 april 1831 in het huwelijk te treden met Camille Pleyel. Berlioz vernam het nieuws bij zijn terugkeer uit Rome en beschreef in zijn memoires hoe hij toen driedubbele moordplannen beraamde. Op 29 juli 1836 scheidde Marie zich van haar echtgenoot.
In 1839 liet Marie Pleyel een concertzaal bouwen in de rue de Rochechouart te Parijs (de Salle Pleyel).
Tournées brachten haar in de meest gereputeerde zalen van Parijs, Wenen, Leipzig, Sint-Petersburg, Londen... Na het horen van het Zwitserse genie Sigismond Thalberg, trok ze zich abrupt terug uit haar leven van recitals en daverende ovaties. Ze ging in Brussel vijf jaar werken om nieuwe sonore horizonten te verkennen. In 1845 verscheen ze terug in het Théâtre italien van Parijs, waar ze het publiek als vanouds wist te elektriseren.
In 1848 ging ze les geven aan het Koninklijk Conservatorium van Brussel. Haar dochter Camille Louise Pleyel stierf in 1856, nauwelijks twintig jaar oud. Zelf stierf Marie Pleyel in 1875 op 63-jarige leeftijd. Ze werd begraven in Laken.

## Eerbetoon
- Frédéric Chopin droeg zijn opus 9 op aan Pleyel (bestaande uit 3 van zijn 21 nocturnes).
- Félix Arvers schreef een sonnet voor haar.
- Gérard de Nerval woonde in 1839 een concert bij van de pianiste, werd prompt verliefd en voerde haar op als Aurélia in zijn gelijknamige meesterwerk over onbeantwoorde liefde.